# Larsenianthus assamensis
Larsenianthus assamensis ist eine Pflanzenart aus der Familie der Ingwergewächse (Zingiberaceae). Sie wurde im Jahr 2010 erstbeschrieben und ist im nordöstlichen Indien heimisch.

## Beschreibung
Larsenianthus assamensis wächst als immergrüne, krautige Pflanze, die Wuchshöhen von bis zu 1,44 Meter erreichen kann. Die faserigen Rhizome haben ein weiß gefärbt Inneres. Die Art bildet keine Knollen aus. Die belaubten Triebe sind aufrecht oder leicht niederliegend und stehen in dichten Gruppen von 7 bis 17.
Jeder der an der Basis verdickten Stängel hat sieben bis zwölf gestielte Blätter, welche bei einer Länge von 24 bis 34 Zentimetern und einer Breite von 5,4 bis 8,5 Zentimetern elliptisch geformt sind. Die dunkelgrüne Blattoberseite ist unbehaart. Die mattgrüne Blattunterseite ist blaugrün getönt und weist eine flache Mittelrippe auf. Die Spitze ist spitz zulaufend. Der Blattstiel wird zwischen 0 und 7 Millimeter lang. An der Basis haben die Stängel drei bis fünf hell rosafarbene Blattscheiden. Diese verfärben sich braun, wenn sie austrocknen und abfallen. Die Blatthäutchen werden etwa 0,7 Zentimeter lang und rund 0,5 Zentimeter breit. Sie sind zweifach gelappt und haben abgerundete Spitzen.
Der gestielte Blütenstand wird als wickeliger Thyrsus an der Spitze von beblätterten Trieben gebildet und kann eine Gesamtlänge von bis zu 14 Zentimetern erreichen. Der hell grünbraune, unbehaarte Stiel wird zwischen 3 und 5 Zentimeter lang und 0,3 bis 0,5 Zentimeter dick. Er wird von grünen, rot gestreiften Hüllblättern mit rankenbewehrter Spitze umschlossen, welche bis zu 4,2 Zentimeter lang und 1 Zentimeter breit werden können. Der eiförmig bis elliptisch geformte Blütenstand wird 5,5 bis 8,5 Zentimeter lang und 3,8 bis 4 Zentimeter breit. Er hat etwa 35 Tragblätter, wobei die obersten kleiner und genauso wie die untersten steril sind. Diese sind rötlich geadert und bei einer Länge von 2,1 bis 2,8 Zentimetern sowie einer Breite von 1 bis 1,3 Zentimetern länglich-eiförmig geformt. Ihre Ränder sind gerippt und gezähnt und ihre Spitzen spitz zulaufend. Jedes der Tragblätter trägt ein bis vier auffällige Einzelblüten, wobei meist nur eine fruchtbar ist. Aus den unteren, sterilen Tragblättern kann bei älteren Blütenständen ein adventiv gebildeter Trieb entstehen. Die lanzettlich-bootförmigen Vorblätter werden etwa 2,7 Zentimeter lang und rund 1,9 Zentimeter breit, sind leicht durchscheinend weiß gefärbt und haben eine rote, kegelförmige Spitze.
Die Blüten haben dreifach gelappte, weiße Kelchblätter mit rosafarbener Spitze, welche bei einer Länge von 0,8 bis 1,4 Zentimetern und einem Durchmesser von etwa 0,5 Zentimetern röhrenförmig geformt sind. Die rötlich rosafarbenen Kronblätter werden 1,9 bis 2,7 Zentimeter lang und 0,2 bis 0,25 Zentimeter dick. Die Blütenröhren sind linear-lanzettlich gelappt, wobei die orangeroten, zurückgebogenen Lappen etwa 1,1 bis 1,3 Zentimeter lang und rund 0,2 Zentimeter breit sind und eine dunklere Spitze haben. Die hellorange gefärbten und mit durchsichtigen Punkten versehen, eiförmigen Staminodien werden rund 6 Millimeter lang und etwa 3 Millimeter dick. Das hellorange Labellum wird 2,2 bis 2,5 Zentimeter lang und an seiner breitesten Stelle 0,2 bis 0,3 Zentimeter breit. Somit ist es länglich bis rechteckig geformt und ähnelt im Querschnitt einem V. Es ist an der purpurweißen Spitze leicht dreifach gelappt, wobei die zwei äußeren Lappen etwa 1 Millimeter lang werden. Die fertilen, gewölbten Staubblätter werden zusammen mit den Staubfäden rund 1,8 Zentimeter groß und sind im unteren Teil grünlich purpur und im oberen Teil hell weißlich orange gefärbt. Die Staubbeutel werden etwa 3 Millimetern lang und circa 0,5 Millimetern breit und tragen den weißen Pollen. Jede Blüte hat zwei ungleichmäßig linear geformte, dunkel purpurne Fruchtknoten, welche 2 bis 3 Millimeter lang und rund 0,5 Millimeter dick werden können. Die zwischen 0,8 und 0,9 Zentimeter langen und 0,4 bis 0,45 Zentimeter dicken, länglich bis elliptisch geformten, weißen Kapselfrüchte haben in jeder Kapselhälfte eine Reihe an Samen, welche sich auf insgesamt drei getrennte Kammern aufteilen. Jede Frucht trägt ein bis vier hell- bis dunkelviolette Samen, welche rund 3 Millimeter lang und etwa 2 Millimeter dick werden. Jedes Samenkorn wird von einer dünnen Hülle (Arillus) umgeben.

## Verbreitung und Lebensraum
Larsenianthus assamensis wurde bisher nur an zwei Standorten in Cachar, einem Distrikt des im Nordosten Indiens gelegenen Bundesstaates Assam gefunden. Die Art gedeiht in Höhenlagen von 25 bis 150 Metern. Die jährliche Niederschlagsmenge liegt je nach Standort zwischen 3500 und 4000 mm. Sie wächst vor allem im Unterwuchs von tropischen, halb-immergrünen Wäldern, wo man sie vor allem entlang von Flüssen findet. In den Wäldern wächst sie häufig vergesellschaftet mit Albizzia, Ampelocissus, Begonien (Begonia), Curculigo, Dysoxylum, Laportea, Bananen (Musa), Uncaria sowie verschiedenen Farnen.

## Systematik
Die Erstbeschreibung als Larsenianthus assamensis erfolgte 2010 durch Santanu Dey, John Donald Mood und Suptotthita Choudhury in PhytoKeys Nummer 1, Seite 26. Das Artepitheton assamensis erinnert an den indischen Bundesstaat Assam, in welchem die Art endemisch vorkommt.